# Гнилова, Людмила Владимировна
Людми́ла Влади́мировна Гни́лова (род. 12 февраля 1944, Москва, СССР) — советская и российская актриса театра, кино, озвучивания и дубляжа; заслуженная артистка РСФСР (1982).

## Биография
Родилась 12 февраля 1944 года в Москве.
В 1964 году окончила студию при ЦДТ (ныне — Российский академический молодёжный театр). С 1960 по 1982 год играла на сцене театра, до 2002 года работала там внештатно.
В кино — с 1964 года, первая роль — Ленка в фильме «Дальние страны».
С 1965 года озвучивает отечественные мультфильмы, участвует в постановках для радио и грампластинок. В дальнейшем стала активно работать в дубляже и закадровом озвучивании зарубежных фильмов, сериалов и мультфильмов.
Была женой актёра ЦДТ Николая Каширина (1941—2005). От этого брака у актёров родилась дочь Екатерина. После развода вышла замуж за актёра Александра Соловьёва (1952—2000). У них родился сын Михаил (род. 1979).

## Роли в театре[6]
- Алёша — Старая женщина
- Бонжур, месье Перро! — Королева Маргарита
- Весёлое сновидение — Толя (во сне Чихалья)
- Всадники со станции «Роса» — Нок
- Горя бояться — счастья не видать — Анфиса, царская дочка
- Дикая собака Динго — Женя Белякова, одноклассница Тани
- Димка-невидимка — Димка
- Емелино счастье — Царевна
- Женитьба — Дуняшка, девочка в доме Агафьи Тихоновны
- Жил-был тимуровец Лаптев — Таня Скрипицына, пионер 7 класса «А»
- Карусель — Младший сын
- Конёк-горбунок — Мальчишки
- Король Матиуш Первый — Клю-клю, дочь Бум-Друма
- Крестики-нолики — Нолик, санитарка
- Кто, если не ты?! — Лена Маева, инструктор Обкома ВЛКСМ
- Начнём сначала?! — Катя Кобзева
- Никто не поверит — Тутта Карлсон
- Обратный адрес — Тося
- Один страшный день — Даша, дочь Ани
- Одолень-трава — Егорушка
- Они и мы — Зина Остроухова
- Первая смена — Пётр Васнецов по прозвищу «Квас»
- Первая тройка, или Год 2001-й — Наташа Печатникова
- Питер Пэн — Венди
- Рамаяна — Тара, жена Сугривы
- Санька — Санька
- Сказки — Ёж («Терем-теремок»), Скоморохи (интермедии)
- Снежная королева — Герда, Маленькая разбойница
- Сомбреро — Алла, Адриан
- Хижина дяди Тома — Синичка, дочь Джорджа
- Цветик-семицветик — Галя
- 1964 — Чудеса в полдень — Стёпа, брат Кости
- 1966 — Пузырьки — Таня Скрипицына
- 1968 — Тили-тили-тесто — Лена Сухоткина
- 1972 — Сказка о четырёх близнецах — Бонка
- 1982 — Поздний ребёнок — Женечка
- 1986 — Сон с продолжением — Мышиный король
- 1995 — Одна ночь — Архангельская
- 1997 — Модная лавка — Сумбурова, его жена

## Фильмография
- 1964 — Свет далёкой звезды — Оля
- 1964 — Лёгкая жизнь — Гулина, работница химчистки
- 1964 — Дальние страны — Ленка
- 1965 — Двадцать лет спустя — Тося
- 1965 — Дайте жалобную книгу — Тамара, студентка
- 1968 — Источник
- 1972 — Страница жизни — Надя
- 1973 — Новоселье — Варвара
- 1991 — Сон с продолжением
- 1991 — По Таганке ходят танки — Варвара
- 1992 — Анкор, ещё анкор — Лидия Аркадьевна Бархатова, машинистка СМЕРШа
- 2002 — Юрики
- 2003 — Спас под берёзами — Конкордия Михайловна, литредактор
- 2004 — Нежное чудовище — Шишкина
- 2004 — На углу у Патриарших 4
- 2006 — Будем на ты — Аннушка
- 2006 — Золотая тёща — подруга Антонины Михайловны (одна серия)
- 2007 — Внук космонавта — Людмила Петровна
- 2008 — Райские яблочки — тётя Шура
- 2008 — Осенний детектив — бабушка Тропилина (серия «Кольцо памяти»)
- 2009 — Райские яблочки. Жизнь продолжается — тётя Шура
- 2009 — Любовь — не то, что кажется — Мария Романовна
- 2010 — Петля — мать Валеры
- 2011 — Золотые. Барвиха-2 — соседка Тани
- 2012 — Цвет черёмухи — Варвара Никанорова
- 2013 — Склифосовский 3 — заложница (нет в титрах)
- 2014 — Кухня. 3 сезон — вдова Ивана Соломоновича
- 2014 — Физрук — бабушка Вали
- 2016 — Молодёжка — Клеопатра Евгеньевна Гроссман, мать Николая
- 2016 — Челночницы — Клава, тётя Верочки
- 2018 — По законам военного времени. 2 сезон — Эсфирь Соломоновна, мать Мойши Либмана
- 2019 — Адаптация. 2 сезон — баба Тома
- 2019 — Дорога домой — Зинаида
- 2021 — Идеальный выбор — Зинаида Васильевна

## Озвучивание

### Фильмы
- 1980 — К кому залетел певчий кенар — мальчик (роль Серёжи Задорожного)

### Мультфильмы
- 1965 — Вовка в тридевятом царстве — одна из Василис
- 1965 — Пастушка и трубочист — мышка из приличной семьи
- 1970 — Синяя птица — Девочка
- 1971 — Без этого нельзя — Котёнок
- 1973 — Мы с Джеком — Серёжа
- 1973 — Шапка-невидимка — девочка
- 1973 — Сокровища затонувших кораблей — Боря
- 1975 — Ладушки (Фитиль № 161)
- 1975 — Как верблюжонок и ослик в школу ходили
- 1975 — Уступите мне дорогу — Лягушонок
- 1976 — Зайка-зазнайка — Лиса
- 1976 — Лоскуток — Мышь / мячик
- 1977 — Пятачок — Кошечка
- 1978 — На задней парте — Оля Знайкина
- 1980 — Пустомеля — Мышонок
- 1981 — Приключение на плоту — Мышонок
- 1981 — Не заглушить, не вытоптать года…
- 1981 — Он попался! — Белочка
- 1981 — Палле один на свете — Палле
- 1982 — Котёнок по имени Гав (выпуск 5) — Девочка
- 1982 — Дедушкин бинокль
- 1982 — Маленький Рыжик — Рыжик
- 1982 — Верное средство — Белочка
- 1983 — Весёлая карусель № 15. Девочка и пираты — девочка
- 1983 — Слонёнок и письмо — Телёнок
- 1983 — Снегирь — Мальчик
- 1983 — Пилюля — Ёж
- 1984 — Переменка № 3. Алхимик — школьник
- 1984 — Горшочек каши — Девочка / гном
- 1984 — Ночной цветок — Мышонок
- 1985 — Терёхина таратайка — дочка Терёхи Махонина
- 1985 — Грибной дождик — вокал
- 1985 — Голубая стрела — Франческо / обезьянка / плюшевый мишка
- 1985 — Про зайку Ай и зайку Ой
- 1985 — Пропал Петя-петушок — мышонок
- 1985 — Мы с Шерлоком Холмсом — щенок
- 1985—1990 — КОАПП — Мартышка
- 1986 — Весёлая карусель № 18. Под ёлкой — Красная шапочка
- 1986 — Ценная бандероль
- 1986—1987 — Приключения пингвинёнка Лоло — Пепе
- 1986 — Трое на острове — Мила
- 1986 — Новоселье у Братца Кролика — Тётушка Черепаха
- 1986 — Добро пожаловать! — Белочка
- 1987 — Белая трава — Шарапат
- 1989 — Большой Ух — Кондрат
- 1989 — Два богатыря — Марья
- 1989 — Записки Пирата — Витя / Микки / Мария Сергеевна (мама Вити) / тётя Груша
- 1989 — Секретная океанская помойка — крабик / некоторые дельфины
- 1989 — Сказка о старом эхо — Лисёнок
- 1990 — Земляничный дождик — Лисёнок
- 1990 — Новое платье короля — мальчик
- 1990 — Про добро и зло, и про длинный язык
- 1990 — Тюк! — Минька / Лёля
- 1990 — Приключения кузнечика Кузи (история первая) — Колибри
- 1991 — Приключения кузнечика Кузи (история вторая) — Кузя / пингвинёнок Пинг
- 1991 — Мотылёк — Лисёнок
- 1991 — Мы рисуем — текст от автора
- 1991 — Подводные береты — крабик / некоторые дельфины
- 1992 — Глаша и кикимора — Дунечка
- 1992 — Эй, на том берегу! — Лисёнок
- 1993 — Ванюша и великан — Баба
- 1993 — Деревенский водевиль — курица Агнесса
- 1993 — Еловое яблоко — Лисёнок
- 1993 — Муравьиный ёжик — муравьишка в синем платке
- 1993 — Три типа и скрипач — скрипач
- 1993—1995 — Бояка мухи не обидит (6 серий) — кролик Бояка
- 1994 — Ах, эти жмурки! — курица Агнесса
- 1994 — Жили-были — внучка / мышка / заяц / лиса
- 1994 — Лунная дорожка — Лисёнок
- 1994 — Летний снеговик — Лисёнок
- 1994—1995 — Семь дней с Морси — Вася (2-5 серии)
- 1994—1995 — АМБА — Юля
- 1994—1995 — Шарман, шарман! — крокодильчик (2-3 серии)
- 1995 — Теремок  — Зайчик / Мышка / Лягушка / Комар
- 1996 —  Приключения слонёнка Денди — все женские персонажи
- 1998 — Попались все… — Барсук
- 2000 — Сундук — Зайчик / Мышка / Лягушка
- 2001 — Праздник — Зайчик / Мышка / Лягушка
- 2003 — Грибок — Зайчик / Мышка / Лягушка
- 2005 — Капитанская дочка — Василиса Егоровна
- 2005 — Поединок — Зайчик / Мышка / Лягушка
- 2006 — Кролик с капустного огорода — жена аиста
- 2007 — Дед Мазай и другие
- 2012 — Немного о Страшилке — летучая мышь Страшилка
- 2017 — Сказочный патруль — Печка / бабушка Алёнки
- 2020 — Огонёк-Огниво — хозяйка свиньи

### Телепередачи
- Кварьете «Весёлая КВАмпания» (1995—1998) — Кварвара, вокал (телеканал «ОРТ»)

## Дубляж и закадровое озвучивание

### Фильмы
- 1981 — Мария, Мирабела — Мария (роль Гильды Манолеску)[7] (дубляж киностудии «Союзмультфильм», 1981 г.)

### Телесериалы
- Династия[8] — Алексис Колби (роль Джоан Коллинз)
- Скорая помощь — все женские роли (закадровый перевод НТВ)[2][9]
- Секретные материалы — Агент Дана Скалли (роль Джиллиан Андерсон) и др. женские роли (закадровый перевод Ren-TV)[10][11]
- Любовь и тайны Сансет-Бич[10] — Оливия (роль Лесли-Энн Даун), Энни (роль Сары Бакстон), Вирджиния (роль Доминик Дженнингс), Габи (роль Присцилы Гариты) и др. (закадровый перевод НТВ)
- Байки из склепа — все женские роли[2] (закадровый перевод НТВ и компании «Селена интернешнл» по заказу ТВ-3)

### Мультсериалы
- 1985—1991 — Приключения мишек Гамми[12] — Солнышко Гамми (в дубляже Студии кинопрограмм РГТРК «Останкино», 1991—1992 гг.); Принцесса Калла (в дубляже Студии «Пифагор» по заказу компании «Disney Character Voices International», 2009—2010 гг.)
- 1986—1989 — Настоящие охотники за привидениями[13] — Лизун, Синтия Кроуфорд, Барбара Ментей, Энн Лоусон (Месть Мюррея Ментиса), Элис Дейрлит, Миссис Февершем, Кенни Фендерман, второстепенные персонажи (в дубляже Студии кинопрограмм РГТРК «Останкино», 1992—1994 гг., серии 1—32, 34—102)
- 1987—1990 — Утиные истории[12][14][15][16] — Дилли, Поночка (1-й сезон — Телевизионная студия кинопрограмм 1990—1991 гг., 52 серии; 2-й сезон — Студия кинопрограмм РГТРК «Останкино», 1992 г., 26 серий; 3-й сезон — Студия «Нота» и Студия «Пифагор» по заказу РТР, 1994 г., 13 серий)